# Домбрувка-Лесьна
Домбрувка-Лесьна (пол. Dąbrówka Leśna, нім. Heindenwalde) — село в Польщі, у гміні Оборники Оборницького повіту Великопольського воєводства.
Населення — 674 особи (2011).
У 1975-1998 роках село належало до Познанського воєводства.

## Демографія
Демографічна структура станом на 31 березня 2011 року:
|          | Загалом | Допрацездатний вік | Працездатний вік | Постпрацездатний вік |
| -------- | ------- | ------------------ | ---------------- | -------------------- |
| Чоловіки | 329     | 77                 | 230              | 22                   |
| Жінки    | 345     | 66                 | 230              | 49                   |
| Разом    | 674     | 143                | 460              | 71                   |